# Alisa Takigawa
Alisa Takigawa (瀧川ありさ Takigawa Alisa?), född 8 maj 1991 i Tokyo, är en japansk sångerska och låtskrivare.

## Karriär
Alisa Takigawa debuterade under Sony Music Japan den 4 mars 2015 med släppet av debutsingeln "Season" som var titelmelodi till den japanska animeserien The Seven Deadly Sins. Hon släppte sin andra singel "Natsu no Hana" den 8 juli 2015. Hennes tredje singel "Sayonara no Yukue" som släpptes den 18 november 2015 var titelmelodi till den japanska animeserien Monogatari. Den 6 april 2016 släpptes hennes fjärde singel "Again". Hennes femte singel "Iroasenai Hitomi" som släpptes den 7 september 2016 var titelmelodi till en TV-special av The Seven Deadly Sins med titeln The Seven Deadly Sins: Signs of Holy War som sändes under fyra veckor. Den 2 november 2016 släppte Takigawa sitt debutalbum at film. som totalt innehåller tretton låtar och inkluderar hennes tidigare singlar, samt en medföljande DVD som inkluderar singlarnas tillhörande musikvideor.
Den 22 februari 2017 släpptes hennes sjätte singel, en dubbelsingel innehållande låtarna "Northside" och "One for You". Låten "Northside" är titelmelodi till den japanska animeserien ALL OUT!! och är en cover av den japanska sångerskan Yumi Matsutoyas låt med samma titel.

## Diskografi

### Album
- at film. - släppt 2 november 2016

### Singlar
- "Season"
- "Natsu no Hana"
- "Sayonara no Yukue"
- "Again"
- "Iroasenai Hitomi"
- "Northside"/"One for You"